# Colin Patterson
Colin Patterson, kanadski hokejist, * 11. maj 1960, Rexdale, Ontario, Kanada.
Patterson je večino svoje kariere preigral v severnoameriških hokejskih ligah. V ligi NHL je igral deset sezon za kluba Calgary Flames in Buffalo Sabres. S Flamesi je v sezoni 1989 osvojil Stanleyev pokal. V sezoni 1993/94 je igral za Olimpijo Hertz Ljubljana, po konce sezone pa se je upokojil.

## Pregled kariere
Odebeljeno - reprezentančni nastopi, glej tudi Statistika pri hokeju na ledu.
| Moštvo                             | Liga           | Sezona |    | Redni del | Redni del | Redni del | Redni del | Redni del | Redni del |   | Končnica | Končnica | Končnica | Končnica | Končnica | Končnica |
| ---------------------------------- | -------------- | ------ | -- | --------- | --------- | --------- | --------- | --------- | --------- | - | -------- | -------- | -------- | -------- | -------- | -------- |
| Moštvo                             | Liga           | Sezona | OT | G         | P         | T         | +/-       | KM        | OT        | G | P        | T        | +/-      | KM       |          |          |
| Clarkson University Golden Knights | NCAA           | 80/81  |    | 34        | 20        | 31        | 51        |           | 8         |   |          |          |          |          |          |          |
| Clarkson University Golden Knights | NCAA           | 81/82  |    | 35        | 21        | 31        | 52        |           | 32        |   |          |          |          |          |          |          |
| Clarkson University Golden Knights | NCAA           | 82/83  |    | 31        | 23        | 29        | 52        |           | 30        |   |          |          |          |          |          |          |
| Colorado Flames                    | CHL            | 82/83  |    | 7         | 1         | 1         | 2         |           | 0         |   | 3        | 0        | 0        | 0        |          | 15       |
| Colorado Flames                    | CHL            | 83/84  |    | 6         | 2         | 3         | 5         |           | 9         |   |          |          |          |          |          |          |
| Calgary Flames                     | NHL            | 83/84  |    | 56        | 13        | 14        | 27        |           | 15        |   | 11       | 1        | 1        | 2        |          | 6        |
| Calgary Flames                     | NHL            | 84/85  |    | 57        | 22        | 21        | 43        |           | 5         |   | 4        | 0        | 0        | 0        |          | 5        |
| Calgary Flames                     | NHL            | 85/86  |    | 61        | 14        | 13        | 27        |           | 22        |   | 19       | 6        | 3        | 9        |          | 10       |
| Calgary Flames                     | NHL            | 86/87  |    | 68        | 13        | 14        | 27        |           | 41        |   | 6        | 0        | 2        | 2        |          | 2        |
| Calgary Flames                     | NHL            | 87/88  |    | 39        | 7         | 11        | 18        |           | 28        |   | 9        | 1        | 0        | 1        |          | 8        |
| Calgary Flames                     | NHL            | 88/89  |    | 74        | 14        | 24        | 38        |           | 56        |   | 22       | 3        | 10       | 13       |          | 24       |
| Calgary Flames                     | NHL            | 89/90  |    | 61        | 5         | 3         | 8         |           | 20        |   |          |          |          |          |          |          |
| Calgary Flames                     | NHL            | 90/91  |    |           |           |           |           |           |           |   | 1        | 0        | 0        | 0        |          | 0        |
| Buffalo Sabres                     | NHL            | 91/92  |    | 52        | 4         | 8         | 12        |           | 30        |   | 5        | 1        | 0        | 1        |          | 0        |
| Buffalo Sabres                     | NHL            | 92/93  |    | 36        | 4         | 2         | 6         |           | 22        |   | 8        | 0        | 1        | 1        |          | 2        |
| Olimpija Hertz                     | Slovenska liga | 93/94  |    |           | 32        | 51        | 83        |           |           |   |          | 4        | 8        | 12       |          |          |
| Skupaj                             |                |        |    | 617       | 195       | 256       | 451       |           | 318       |   | 88       | 16       | 25       | 41       |          | 72       |